# Henri III de Holstein-Rendsbourg
Henri III de Holstein-Rendsbourg (né vers 1372 mort en février 1421 à Bordesholm) est évêque du Diocèse d'Osnabrück sous le nom d'Henri Ier de 1402 à 1410, mais également Comte de Holstein-Rendsbourg et régent du duché de Schleswig de 1404 jusqu'en 1413.

## Biographie

### Origine
Henri est le plus jeune des fils du comte Henri II de Holstein et de sa seconde épouse Ingeburge de Mecklembourg-Schwerin. Comme cadet il est destiné à une carrière ecclésiastique et devient  diacre à Osnabrück. Après la mort de l'évêque  Dietrich de Horn en 1403, Henri est désigné pour lui succéder. Mais ses deux frères ainés meurent jeunes: Albert II d'une chute de sa monture lors d'un combat contre les habitants du Dithmarse en 1403 et Gérard VI est tué lors d'une bataille sur la rivière Hamme contre le même ennemi. Henri III seul fils survivant de son père se déclare lui-même son héritier, non seulement du Holstein-Rendsbourg mais aussi du duché de Schleswig, qui avait été inféodé comme fief danois à Gérard VI en 1386.

### Comte et régent
Henri III entre immédiatement en conflit avec Elisabeth de Brunswick la veuve de son frère qui assume la régence au nom de ses trois fils mineurs Henri IV Adolphe XI et Gérard VII et qui doit lui céder le 4 septembre 1404 le Holstein-Rendsbourg. La régente fait appel à la reine Marguerite Ire de Danemark et à son successeur désigné Éric de Poméranie qui voient là un moyen de réaliser leur objectif de rattacher plus fortement le Schleswig au royaume de Danemark. À la suite de l'arbitrage danois, Elisabeth est contrainte d'accepter qu'Henri III exerce la régence du duché de Schleswig toutefois son fils ainé l'héritier Henri IV de Holstein-Rendsbourg sera éduqué à la cour danoise avec sept gentilshommes, le second Adolphe XI par son oncle et seul le cadet demeurera sous la garde de sa mère. L'entente entre Elisabeth de Brunswick et le Danemark est brève et dès 1409, elle place son fils Henri IV sous la tutelle de son beau-frère Henri III.  
Le 13 juillet 1409, Éric de Poméranie fait alliance avec les Dithmarschen et quand le roi invite le comte de Holstein et d'autres nobles à Kolding, Henri III est attiré à Hindsgavl dans l'ile de Fyn et contraint de signer un traité le 21 septembre 1409 par lequel il s'engage à payer une somme de 10000mark et à remettre pour un an Flensburg et le château de Nyhuus en garantie au royaume de Danemark. Éric accepte de recevoir Flensburg, mais pas le versement de Henri ce qui conduit à une guerre entre le Holstein-Rendsburg et le royaume de Danemark. et le 12 août 1410, les armées du Holstein-Rendsbourg et du Danemark se rencontrent lors d'une bataille à moorland près Sollerup dans la région de Eggebek. les Holsteinois sont victorieux et le chef de l'armée danoise, Mogens Munk est tué dans le combat. Le 24 mars 1411, un compromis est négocié entre les belligérants à Kolding.
Marguerite Ire meurt en octobre 1412 et la noblesse du Holstein refuse de restituer les territoires qu'elle a occupés en 1410 comme c'était prévu dans le compromis de 1411. Éric de Poméranie porte le cas devant une cour féodale qui se tient à Nyborg et décide le 29 juillet 1413 que Henri III est déchu de son duché. Les troupes danoises occupent Schleswig mais Henri IV qui exerce désormais le pouvoir fait alliance avec la cité de Hambourg qui ne souhaite pas se trouver face à un nouveau voisin trop puissant. En 1419, les armées danoises conquièrent Fehmarn et la pille. le Holstein-Rendsbourg contre-attaque victorieusement lors de la bataille de Immerwad, près de Hadersleben et une nouvelle trêve est conclue le 26 novembre 1420. Au début 1421, Henri III devenu valétudinaire est élu évêque de Schleswig mais il meurt en février avant d'avoir avoir pris sa nouvelle charge ecclésiastique.